# 硅谷脱口秀
硅谷脱口秀（英語：Silicomedy，简称：GGTKX）是一家位于美国加利福尼亚州旧金山湾区硅谷的喜剧俱乐部。硅谷脱口秀创立于2019年，以华人演员与普通话脱口秀演出为主，是北美地区规模最大，成立时间最早的汉语喜剧俱乐部。硅谷脱口秀演员来自硅谷各行各业的业余喜剧爱好者，现已拓展为多文化多元的喜剧俱乐部。硅谷脱口秀的演出形式以线下开放麦、精品秀、拼盘秀、专场为主，辅以线上视频平台与社交媒体。

## 俱乐部历史
2019年9月，在森尼韦尔首次线下开放麦，演员为早恋一人，观众约15人。创始工作人员大国，睡不醒，蒋书鹤。
2020年2月，在佛利蒙举办美国新冠疫情全面前线下爆发前最后一次线下演出，演员10人，观众94人。
2020年2月至2021年6月间，在其官方Youtube频道 （页面存档备份，存于）使用线上直播方式演出。
2021年6月，在库比蒂诺室外公园恢复线下演出，首次恢复演员6人，观众40余人。
2021年9月，在库比蒂诺的室内官方场地启用。
2022年3月，与笑果合作笑果海外第一次飞行计划。
2023年9月，于成立4周年之际举办硅谷喜剧嘉年华。
2024年10月27日，于成立5周年之际在圣荷西和旧金山举办「快乐为伍」五周年精品秀巡演

## 相关人物
大山（Mark Henry Rowswell），曾与硅谷脱口秀合作举办粉丝见面会《大山笑友汇》。
艾杰西（Jesse Appell），曾于硅谷脱口秀举办培训与《艾杰西和朋友们》、《美国东北人在中国》等专场。
早恋，硅谷脱口秀创始人，曾于2020年参加《脱口秀大会》第三季线上录制。
昭阳，硅谷脱口秀演员，首次登台于2019年，创作《你是马》专场，参与腾讯视频《脱口秀和ta的朋友们》录制。